# Dianthus sessiliflorus
Dianthus sessiliflorus är en nejlikväxtart som beskrevs av Pierre Edmond Boissier. Dianthus sessiliflorus ingår i släktet nejlikor, och familjen nejlikväxter. Inga underarter finns listade i Catalogue of Life.